# 1998年温布尔登网球锦标赛
1998年温布尔登网球锦标赛是第112屆溫布頓網球錦標賽。由6月22日至7月6日在英國倫敦全英草地網球和門球俱樂部舉行。

## 冠军
单打列出冠亚军以及决赛比分，双打列出冠军组合。

### 男子单打
主条目：1998年溫布頓網球錦標賽男子單打比賽
皮特·桑普拉斯（美国）62-7, 7-69, 6-4, 3-6, 6-2 戈蘭·伊雲尼斯域（克罗地亚）

### 女子单打
主条目：1998年溫布頓網球錦標賽女子單打比賽
雅娜·诺沃特娜（捷克）6-4, 7-62 納塔莉·托齊亞（法国）

### 男子双打
主条目：1998年溫布頓網球錦標賽男子雙打比賽
雅克·艾里廷（荷兰）/保羅·哈休斯（荷兰）

### 女子双打
主条目：1998年溫布頓網球錦標賽女子雙打比賽
玛蒂娜·辛吉斯（瑞士）/雅娜·诺沃特娜（捷克）

### 混合双打
主条目：1998年溫布頓網球錦標賽混合雙打比賽
小威廉姆斯（美国）/马克斯·米尔内（白俄罗斯）

## 外部連結
- 官方網站（页面存档备份，存于）

| 前任： 1997年温布尔登网球锦标赛 | 温布尔登网球锦标赛 1998年 | 繼任： 1999年温布尔登网球锦标赛 |
| 前任： 1998年法国网球公开赛     | 网球大满贯 1998年         | 繼任： 1998年美国网球公开赛     |